# Isabel Fonseca
Isabel Fonseca (Nova York, 1961) é uma escritora e jornalista americana.
Seu primeiro livro foi Enterre-me de pé (1995), um estudo sobre grupos de ciganos cujas trajetórias a autora acompanhou durante quatro anos, viajando da Albânia à Polônia. Casou-se com o escritor Martin Amis, com quem teve duas filhas. 
Em 2008, publicou seu primeiro romance, Apego.

## Obras
- 1995 - Bury Me Standing: The Gypsies and Their Journey (No Brasil: Enterre-me de pé, Companhia das Letras)
- 2000 - Bruno Fonseca – The Secrete Life Of Painting (com Alan Jenkins e Karen Wilkins)
- 2008 - Attachment (No Brasil: Apego, Companhia das Letras)